# Siva) (zona – prostor suvremene i medijske umjetnosti
siva) (zona – prostor suvremene i medijske umjetnosti prezentacijski je i produkcijski prostor aktivan od 2006. i istoimena udruga registrirana 2007. godine u Korčuli.
Udruga provodi međunarodni galerijsko-izložbeni program u gradu Korčuli i na drugim lokacijama te se bavi umjetničkim i znanstvenim istraživačkim projektima. Osnivač i trenutni predsjednik udruge je Darko Fritz.[nedostaje izvor]
Program udruge ukjučuje prezentaciju domaćih i međunarodnih programa likovne i medijske umjetnosti s fokusom na održivost, ekonomiju i kontekst.

## Djelovanje
U svom galerijskom prostoru siva) (zona organizira izložbe samostalno i u suradnji s gostima-kustosima. Uz tradicijske medije predstavlja radove iz polja audio-vizualne umjetnosti i drugih umjetničkih formi, ukjučujući galerijske performanse. Osim galerijskog, udruga nizom instalacija djeluje i u javnom prostoru.
Djelovanje sive) (zone također uključuje interdisciplinarne, istraživačke i umjetničke projekte te predavanja o povijesti suvremenosti na otoku Korčuli i šire.  Udruga je ostvarila i nekoliko međunarodnih suradnji i izložbi izvan Korčule.

## Vanjske poveznice
- Službene stranice

- Clubture.org

- Zaklada Kultura Nova

- Culturenet.hr siva) (zona - prostor suvremene i medijske umjetnosti – program 2010.

- Stare službene stranice  Arhivirana inačica izvorne stranice od 23. rujna 2013. (Wayback Machine)